# RAID
RAID je tehnologija pohrane podataka koja kombinira višestruke diskovne pogone u logičku jedinicu. Podatke se distribuira po diskovnim pogonima na nekoliko načina. Ime za taj način je "RAID level". Distribuiranje ovisi o tome koju se razinu (level) zalihosti i performanse (preko paralelne komunikacije) traži. Arhitekturom je masovnih spremišta podataka.
Riječ je kratica engleskog izraza redundant array of independent disks, a izvorno je glasila redundant array of inexpensive disks.
RAID je primjer virtualiziranja pohrane. Prvo su ga definirali David A. Patterson, Garth A. Gibson i Randy Katz na Berkeleyu 1987. godine. Marketingaši koji su predstavljali proizvođače RAID-ova su poslije pokušali ponovo "izmisliti" izraz radi opisivanja "zalihosne tablice neovisnih diskova" (redundant array of independent disks) kao sredstvo disociranja niskotroškovnih očekivanja od tehnologije RAID-a.
Pojam RAID se danas rabi kao nadpojam za sheme računalne pohrane podataka koje mogu dijeliti i replicirati podatke između više fizičkih pogona. Fizički pogoni su "u" RAID-u, kojem operacijski sustav pristupa kao jednom pogonu. Razne šeme arhitektura su imenovane imenom RAID uz kojeg ide brojka (primjerice, RAID 0, RAID 1). Svaka šema omogućuje različitu ravnotežu između dvaju ključnih ciljeva: povećana zalihost podataka i povećane ulazno/izlazne performanse.

## Vanjske poveznice
- RAID  Arhivirana inačica izvorne stranice od 18. siječnja 2012. (Wayback Machine) na Open Directory Projectu